# 宋甲錫
宋甲錫（：／ Song Kap-seok，1966年10月10日—），大韓民國自由派政治人物，第20到21屆國會議員。